# Hrvatski malonogometni kup – regija Jug 2014./15.
Malonogometni kup regije Jug je jedan od četiri kvalifikacijska regionalna kupa za Hrvatski malonogometni kup za sezonu 2014./15., igran na području južne Hrvatske. Kup je osvojio klub "Novo Vrijeme" iz Makarske. 

## Sustav natjecanja
Kup se igra jednostrukim kup-sustavom krajem 2014. godine. U natjecanju sudjeluju futsal klubovi iz 2. HMNL - Jug i 1. HMNL koji nemaju osiguran plasman u Hrvatski malonogometni kup, te pobjednici županijskih kupova s ovog područja. Pobjednik stječe pravo nastupa u Hrvatskom kupu za 2014./15. 

## Rezultati

### Prvi krug
| par                     | rez. | napomene, izvještaji |
| ----------------------- | ---- | -------------------- |
| Crnica Šibenik - Jezera | 2:0  | [ 1 ]                |

### Drugi krug
| par                                   | rez.          | napomene, izvještaji |
| ------------------------------------- | ------------- | -------------------- |
| Hajduk Split - Solin                  | 2:6           | [ 2 ]                |
| Murter Royal - Crnica Šibenik         | 8:3           | [ 3 ]                |
| Torcida Split - Novo Vrijeme Makarska | 1:1 (4:5 pen) | [ 4 ]                |

### Poluzavršnica
| par                                  | rez.           | napomene, izvještaji |
| ------------------------------------ | -------------- | -------------------- |
| Novo Vrijeme Makarska - Murter Royal | 5:2            | [ 5 ]                |
| Konoba Tomić Supetar - Hajduk Split  | 7:7 (10:9 pen) | [ 6 ]                |

### Završnica
| par                                           | rez. | napomene, izvještaji |
| --------------------------------------------- | ---- | -------------------- |
| NNovo Vrijeme Makarska - Konoba Tomić Supetar | 7:3  | [ 7 ]                |

## Vanjske poveznice
- hns-cff.hr, Hrvatski malonogometni kup
- crofutsal.com, Hrvatski malonogometni kup